# Valentin Burnik
Valentin Burnik, slovenski učitelj, publicist, kartograf * 13. februar 1851, Stražišče, † 30. julij 1924, Metlika.
V Ljubljani je končal gimnazijo in 1875 enoletni praktični učiteljski tečaj, bil učitelj v Šentjerneju in na Dvoru, nadučitelj v Kamniku (1882–97) ter do upokojitve 1916 v Metliki. Zanimal se je za kmetijstvo; v letih 1879−95 je s članki sodeloval pri listu Učiteljski tovariš ter narisal zemljevid kamniškega okraja.